# نوكيا 5250
نوكيا 5250 (بالإنجليزية: Nokia 5250)‏ هو هاتف محمول من نوكيا يعمل بنظام سيمبيان، تم طرحه في الأسواق في 2010.

## الخصائص
- نظام التشغيل: سيمبيان
- الشاشة: شاشة لمس إل سي دي 640 × 360
- الوزن: 107 غرام
- المعالج: 434 ميجا هرتز
- الذاكرة: 51 ميجابايت